# Akira Kubota
Akira Kubota (jap. 久保田 陽, Kubota Akira; * 12. April 1973 in der Präfektur Kyoto) ist ein ehemaliger japanischer Fußballspieler.

## Karriere
Kubota erlernte das Fußballspielen in der Schulmannschaft der Rakunan High School. Seinen ersten Vertrag unterschrieb er 1992 bei Gamba Osaka. Der Verein spielte in der höchsten Liga des Landes, der J1 League. Für den Verein absolvierte er sechs Erstligaspiele. 1995 wechselte er zum Zweitligisten Kyōto Purple Sanga. 1995 wurde er mit dem Verein Vizemeister der Japan Football League und stieg in die J1 League auf. 1997 wechselte er zu Sagawa Express Osaka. Ende 2001 beendete er seine Karriere als Fußballspieler.